# Complex programmable logic device

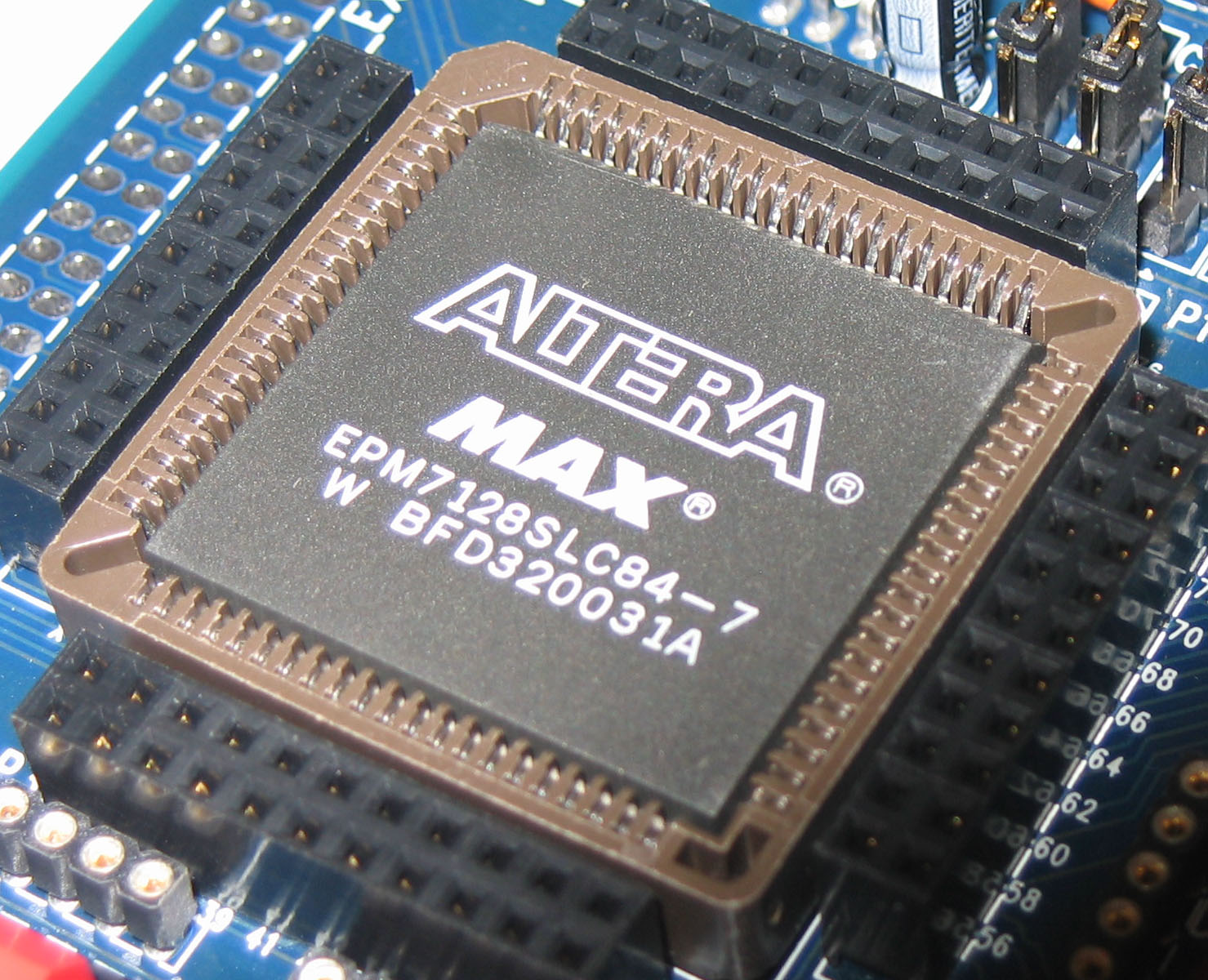
En Altera MAX 7000 CPLD

Complex programmable logic device (förkortat CPLD) är inom digitalteknik en programmerbar integrerad krets (PLD) med en komplexitet som ligger mellan en PAL-krets och en FPGA-krets. Byggstenen i en CPLD kallas makrocell och består av logiska grindar anslutna till en D-vippa.
I motsats till en FPGA utnyttjar CPLD:n ett inbyggt icke-flyktigt minne (oftast Flashminne) som kan programmeras "In System" när komponenten är monterad på kretskortet.
De största fördelarna med CPLD jämfört med FPGA är att drivförmågan är bättre (fan-in och fan-out), signalfördröjningen är konstant och kostnaden är låg. I likhet med FPGA är de omprogrammerbara på plats och enkla att utveckla för. Nackdelarna utgörs av att kretsarna är små och innehåller få register jämfört med en FPGA-krets.
Några tillverkare av CPLD:er är Xilinx, Altera och Lattice.